# Жайпак
Жайпак (каз. Жайпақ, до 199? г. — Коммунизм) — село в Алакольском районе Жетысуской области Казахстана. Административный центр и единственный населённый пункт Жайпакского сельского округа. Код КАТО — 193453100.

## Население
В 1999 году население села составляло 1933 человека (986 мужчин и 947 женщин). По данным переписи 2009 года, в селе проживали 1564 человека (794 мужчины и 770 женщин).